# Eriogonum dasyanthemum
Eriogonum dasyanthemum är en slideväxtart som beskrevs av Torr. & Gray. Eriogonum dasyanthemum ingår i släktet Eriogonum och familjen slideväxter. Inga underarter finns listade i Catalogue of Life.